# Complicaciones de la diabetes mellitus
Las complicaciones de la diabetes mellitus son mucho menos severas y menos comunes en personas que tienen controlado su nivel de azúcar en la sangre.
Otros problemas de salud pueden acelerar los efectos mortales de la diabetes. Estos incluyen fumar, colesterol elevado, obesidad, alta presión sanguínea, y poca práctica de ejercicio.

## Complicaciones agudas

### Cetoacidosis diabética
La cetoacidosis diabética es una complicación aguda y siempre tomada en cuenta como una emergencia médica, la cual requiere una atención médica inmediata. Los niveles bajos de insulina ocasionan que el hígado transforme ácidos grasos en cetonas para generar energía en forma de cuerpos cetónicos; estos no causan ningún problema si se producen periódicamente, pero cuando esta transformación es sostenida se puede convertir en un grave problema. Los niveles elevados de cuerpos cetónicos en la sangre disminuyen el pH de la misma, ocasionando cetoacidosis diabética. Cuando un paciente diabético ingresa al hospital con esta complicación es normal que presente deshidratación, taquipnea y dolor abdominal, este último es común y generalmente muy intenso. El nivel de consciencia suele ser normal, este se puede ver alterado en una etapa tardía en donde se puede observar letargo, cuando se llega a una fase más avanzada, puede causar coma. La cetoacidosis puede avanzar de una manera tal que provoque hipotensión, shock e incluso la muerte. Para detectarla, un análisis de orina puede revelar niveles altos de cuerpos cetónicos (los cuales han excedido su límite de absorción en riñones, apareciendo así en la orina regularmente antes de otros síntomas evidentes). Administrando un tratamiento adecuado, el paciente puede tener una completa recuperación, sin embargo, un tratamiento retrasado o inadecuado, puede resultar en complicaciones como edema cerebral o la muerte. La cetoacidosis es más común en diabetes tipo 1 diabetes que en diabetes tipo 2.

### Estado hiperosmolar hiperglucémico
Estado hiperosmolar hiperglucémico (HNS) Es una grave complicación que comparte síntomas con DKA, pero tiene un origen completamente diferente, al igual que su tratamiento. Una persona con muy altos niveles de glucosa en la sangre (considerado por arriba de los 300 mg/dl (16 mmol/L)), en donde el agua, osmóticamente sale de las células hacia la sangre y los riñones, que por lo general, terminará excretándose glucosa en la orina. Esto tendrá como resultado, la falta de agua y un incremento en la osmolaridad de la sangre. Si los fluidos no son reemplazados, (por vía intravenosa o por vía oral), el efecto osmótico de altos niveles de glucosa, combinados con la falta de agua, llevarán a un estado de deshidratación. Cada célula del cuerpo comenzará a deshidratarse progresivamente. Los desbalances electrolíticos son también comunes y peligrosos. Como en la DKA, se requiere urgentemente tratamiento médico, usualmente empezando por restablecer el volumen de los fluidos corporales. El letargo puede progresar a coma, aunque esta evolución es más común en diabetes tipo 2 que en diabetes tipo 1. [cita requerida]

### Hipoglucemia
La hipoglucemia o los niveles anormalmente bajos de glucosa en la sangre, es una complicación aguda de varios tratamientos de diabetes. El paciente suele llegar a estar agitado, sudoroso, débil y tener muchos síntomas de activación simpática del sistema nervioso autónomo teniendo como resultado sensaciones semejantes al temor y pánico inmovilizante. La conciencia puede ser alterada o incluso pérdida en casos extremos, conduciendo a un coma, ataques epilépticos, daño cerebral o incluso la muerte. En pacientes con diabetes esto puede ser causado por diversos factores, como la sobredosis de insulina o su suministro a destiempo, demasiado ejercicio o su práctica a destiempo (el ejercicio disminuye los requerimientos de insulina) o por la falta de alimentación (especialmente alimentos que contienen glucosa). La variedad de interacciones hace que la identificación de la causa sea difícil en muchas instancias.
Es más acertado notar que la hipoglucemia iatrogénica normalmente es el resultado de la interacción del exceso relativo o absoluto de insulina y la contra regulación de glucosa comprometida en la diabetes tipo 1 y casos avanzados de diabetes tipo 2. La disminución de insulina, aumento de glucagón, ausencia de este último, e incremento de epinefrina son los principales factores de contra regulación de glucosa que normalmente previenen o corrigen (más o menos rápido) la hipoglucemia. En la diabetes (exógena) o de deficiencia de insulina, los niveles de insulina no decrecen aun si los niveles de glucosa bajan, y la deficiencia combinada de glucagón y epinefrina son las causas responsables de una inefectiva contra regulación de glucosa.
Además, la disminución de respuestas simpáticas pueden causar hipoglucemia asintomática. El concepto de hipoglucemia asociada a deficiencia autonómica (HAAF) en la diabetes propone que incidentes recientes de hipoglucemia causan tanto deficiencia de contra regulación de glucosa como hipoglucemia asintomática. Al cambiar los umbrales glucémicos por el simpático (incluyendo epinefrina) y el resultante neurogénico ocasiona una menor concentración de glucosa en el plasma, antecedentes de hipoglucemia conducen a un círculo vicioso de hipoglucemia frecuente y futuro impedimento de contra regulación de glucosa. En muchos casos (pero no todos) medidas a corto plazo para evadir hipoglucemia revierte la hipoglucemia asintomática en pacientes afectados, cabe mencionar que esto es más fácil en teoría que en la experiencia clínica.
En la mayoría de los casos, la hipoglucemia es tratada con bebidas o comidas azucaradas. En casos severos, una inyección de glucagón (hormona con los efectos altamente opuestos a la insulina) o una infusión intravenosa de dextrosa es usado como tratamiento, pero usualmente solo si la persona está inconsciente. En cualquier incidente, glucagón solo trabajará una vez al usar el glucógeno guardado en el hígado como fuente de glucosa; en ausencia de esto, el glucagón es altamente inefectivo. En hospitales normalmente es usada la intravenosa de dextrosa.

### Coma diabético
Se denomina al coma diabético como una emergencia médica en la cual una persona que padece de Diabetes Mellitus cae en coma (inconsciente) en consecuencia a una de las complicaciones agudas de la diabetes como:
1. Severa hipoglucemia diabética
2. Cetoacidosis diabética en etapa avanzada a causa de la combinación de hiperglicemia, deshidratación, shock circulatorio y fatiga.
3. Coma hiperosmolar hiperglucémico en el cual una extrema hiperglicemia y deshidratación, son causa suficiente para quedar inconsciente.

En el contexto médico, el término de coma diabético refiere al dilema diagnóstico el cual confronta un médico cuando se encuentra a un paciente inconsciente del cual no se sabe nada excepto que es diabético. Un ejemplo de esto es en la sala de emergencia en donde se recibe a una persona inconsciente que porta una tarjeta de identificación médica que menciona que es diabética. Los paramédicos deben ser llamados para auxiliar a una persona inconsciente y que es identificada por amigos como diabética. Breves descripciones de las tres condiciones principales han sido tema de discusión en el proceso diagnóstico para distinguirlas, al igual que otras condiciones que deben ser consideradas.
Se estima que del 2 al 15% de diabéticos sufrirán al menos un episodio de coma diabético durante su vida como resultado de una hipoglucemia severa.

### Infecciones Respiratorias
La respuesta inmune en pacientes con diabetes Mellitus es muy variable. Estudios celulares han mostrado que la hiperglucemia reduce la función inmune de la célula e incrementa inflamación. Los efectos vasculares de la diabetes tienden a alterar la función de los pulmones y esto te lleva a un incremento en la susceptibilidad de infecciones respiratorias como neumonía e influenza en los individuos con diabetes. Otros estudios demuestran que la recuperación de enfermedades respiratorias en pacientes diabéticos es demasiado lenta.

### Enfermedad Periodontal
La diabetes es asociada con la enfermedad periodontal (enfermedad en encías) y esto hace que la enfermedad sea más difícil de tratar. Enfermedad en las encías se relaciona frecuentemente con infecciones de los organismos como Porphyromonas gingivalis y Actinobacillus actinomycetemcomitans. Diferentes ensayos han encontrado un aumento en los niveles de azúcar en la sangre de los pacientes con diabetes tipo 2 que hubiesen sufrido tratamientos para las enfermedades en las encías.

## Complicaciones crónicas

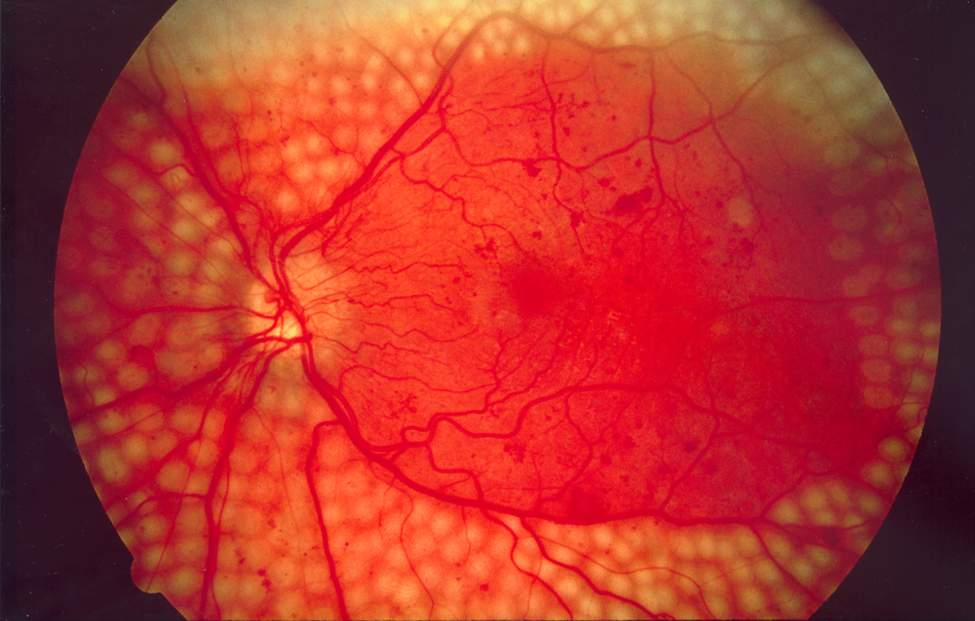
Imagen de un fondo de ojo mostrando la cicatriz de una cirugía láse por una retinopatía por diabetes.

### Mecanismos de complicaciones crónicas
La elevación crónica de la glucosa en sangre, genera daño en vasos sanguíneos (angiopatía). Las células endoteliales que revisten a los vasos sanguíneos absorben más glucosa de lo normal, ya que no dependen de la insulina. Por lo tanto, generan más glicoproteínas de lo normal, y provocan que la membrana basal sea más gruesa y débil. En la diabetes, los problemas resultantes son "enfermedad microvascular" (debido a daño en vasos sanguíneos pequeños) y "enfermedad macrovascular" (debido a daño de arterias).
Sin embargo, algunas investigaciones dudan sobre la teoría de hiperglicemia como causa de complicaciones diabéticas. El hecho de que 40% de los diabéticos que cuidan sus niveles de azúcar y aun así presentan neuropatías, y que algunas de las personas con buen control del azúcar en sangre aún desarrollan nefropatía, requiere una explicación. Se ha descubierto que el suero de diabéticos con neuropatías, es tóxico para los nervios aun teniendo un nivel de glucosa normal en sangre. Estudios recientes describen que en la diabetes tipo 1, la enfermedad autoinmune que principalmente destruye células beta del páncreas, también causa retinopatía, neuropatía, y nefropatía. Una investigación declaró que la retinopatía puede ser mejor tratada por medicamentos para suprimir el sistema inmune anormal de los diabéticos en vez de controlar el nivel de glucos en sangre. La agrupación familiar del grado y tipo de complicaciones diabéticas indica que la genética puede estar involucrada en causar complicaciones como la retinopatía diabética y nefropatía. Se ha encontrado que en los diabéticos tipo 2, aumentan la rigidez arterial y la neuropatía a pesar de los niveles normales de glucosa, y los niveles de enzima elevados asociados con enfermedad diabética renal, se han encontrado en los parientes no diabéticos de primer grado, de los que sí son diabéticos. Incluso un rápido ajuste de los niveles de glucosa se ha demostrado que empeora en vez de mejorar las complicaciones diabéticas, a pesar de que por lo general se ha considerado que las complicaciones podrían mejorar con el tiempo con más glucosa en sangre siempre y cuando se mantenga. Sin embargo, un estudio con duración de 41 meses, encontró que las principales complicaciones que se trataron con el fin de una mejora, no obtuvieron los resultados que se esperaban. En una revisión sistemática de un metaanálisis se incluyeron seis intentos que involucraron 27,654 pacientes, el control estricto de glucosa redujo el riesgo de consecuencias macrovasculares y microvasculares sin el efecto de causa de muerte y muerte cardiovascular. En términos de fisiopatología, los estudios demostraron que los dos principales tipos de DM (DM1 and DM2) causan un cambio en el balance de metabolitos como carbohidratos, lípidos y factores de coagulación de la sangre, y subsecuentemente trajeron consigo complicaciones microvasculares y cardiovasculares.

### Ejemplos de complicaciones crónicas
El daño a pequeños vasos sanguíneos nos lleva a las microangiopatías, que puede causar lo siguiente:
- Cardiomiopatía diabética, daño al músculo cardíaco, con consecuencia de una relajación dispareja y llenando de sangre al corazón (disfunción diastólica) y eventualmente falla del corazón; esta condición ocurre de manera independiente al daño ocasionado a los vasos sanguíneos conforme pasa el tiempo de altos niveles en glucosa sanguínea.[26]
- Nefropatía diabética, el daño en el riñón puede llevar a una falla renal crónica, lo que nos puede llevar a recurrir a la diálisis. Diabetes mellitus es la causa más común en adultos de fallas renales en el mundo desarrollado.
- Neuropatía diabética, sensación disminuida y anormal, su distribución empieza desde los pies pero potencialmente se va a otros nervios, posteriormente se distribuye a los dedos y a las manos. Cuando se combina con vasos sanguíneos dañados esto puede ocasionar el pie diabético (ver abajo). Otras versiones de neuropatías diabéticas pueden presentar mononeuritis o neuropatía autónoma. Amiotrofia diabética es la debilidad muscular debido a la neuropatía.
- Retinopatía Diabética, crecimiento de vasos sanguíneos friables y de pobre calidad en la retina al igual que edema macular (inflamación de la mácula) que pueden conducir a una severa pérdida de visión o ceguera. El daño retinal (por microangiopatía) la hace la causa más común de ceguera entre los adultos jóvenes en los Estados Unidos.
- Encefalopatía Diabética [27] es la decreción cognitiva y riesgo de demencia- incluyendo (pero no limitándose) el Alzheimer observado en el padecimiento diabético. Varios mecanismos han sido propuestos, incluyendo alteraciones al suministro vascular al cerebro y la interacción de insulina en el mismo.[28][29]

Enfermedad Macrovascular conduce a enfermedades cardiovasculares, en las que la acelerada arterosclerosis contribuye a:
- Enfermedad coronaria arterial, que da como consecuencia la angina o infarto al miocardio ("ataque al corazón").
- Necrosis muscular diabética ('desgaste muscular').
- Enfermedad periférica vascular, que contribuye a la claudicación intermitente (relacionado con dolor de pierna y pie) así como el pie diabético.[30]
- Infarto cerebral (mayormente el tipo isquémico).

El pie diabético, mayormente debido a la combinación de neuropatía sensorial (entumecimiento o insensibilidad) y daño vascular, aumenta la prevalencia de úlceras de piel (úlceras de pie diabético) e infección y, en casos graves, necrosis y gangrena. Este es el porqué de los diabéticos son prevalentes a infecciones en la pierna y pie y porque les toma tanto tiempo sanar. Es la causa más común de las amputaciones no traumáticas en adultas, normalmente en dedos del pie o todo el pie.
Estenosis de la arteria carótida no ocurre con mucha frecuencia en personas con diabetes, y parece haber una menor prevalencia de aneurisma aórtico abdominal. Sin embargo, la diabetes tiene una mayor morbilidad, mortalidad y riesgo con estas condiciones. 
En el mundo desarrollado, la diabetes es la mayor causa de que los adultos sufran ceguera y la amputación no traumática en adultos, y nefropatías diabéticas es la mayor enfermedad donde se requiere diálisis renal en los Estados Unidos.
Una revisión de la diabetes tipo 1 resultó que a pesar del tratamiento moderno, las mujeres con diabetes presentaban un mayor riesgo de infertilidad femenina, así como un retraso de la pubertad y menarquia, irregularidades menstruales (especialmente oligomenorrea), ligero hiperandrogenismo, síndrome de ovario poliquístico, menor índice de recién nacidos vivos y menopausia temprana. Modelos animales indican las anormalidades a un nivel molecular, causado por la diabetes que incluye defectos en la señalización de leptina, insulina y kisspeptinas.
La enfermedad restrictiva pulmonar está asociada a la diabetes. La restricción pulmonar en diabetes puede resultar de inflamación crónica del tejido, microangiopatía, o acumulación de productos glicosilados. De hecho, la presencia de enfermedad restrictiva pulmonar en asociación con la diabetes ha sido demostrada de igual manera con enfermedad pulmonar obstructiva tales como asma en pacientes diabéticos.

Lipohipertrofia puede ser causada por terapia de insulina, cuando se aplican inyecciones de insulina en el mismo sitio o en sitios cercanos de manera repetida, causa una acumulación de grasa subcutánea y se puede presentar como un bulto debajo de la piel; este bulto llega a ser antiestético, medianamente doloroso y en ocasiones puede bloquear o retardar el efecto de la insulina en el organismo.

## Estadísticas
En los Estados Unidos, en el 2010 había aproximadamente 675,000 emergencias atendidas en el Departamento de Emergencias (DE) relacionadas con la diabetes sobre complicaciones neurological, 409,000 emergencias relacionadas con complicaciones en los riñones y 186,000 emergencias relacionadas con complicaciones en los ojos.

## Manejo
Modular y mejorar las complicaciones diabéticas puede a su vez, mejorar la calidad de vida para los pacientes diabéticos. Por ejemplo; cuando la presión arterial elevada fue estrictamente controlada, las muertes relacionadas con la diabetes se redujeron en un 32% en comparación con aquellos con presión arterial menos controlada. Se han realizado bastantes estudios observacionales y clínicos para investigar el papel de varias vitaminas en las complicaciones diabéticas, los resultados arrojados en estos estudios elevaron el papel beneficioso de vitaminas en las complicaciones diabéticas.
En la Primera Encuesta Nacional de Salud y Nutrición (NHANES I), un estudio de seguimiento epidemiológico, se observaron suplementos vitamínicos que se asociaron con la reducción de 24% en el riesgo de diabetes, dato observado durante 20 años de seguimiento. Muchos estudios observacionales y ensayos clínicos han vinculado varias vitaminas con el proceso patológico de la diabetes; estos incluyen el ácido fólico, tiamina, β-caroteno, y vitamina E, C, B12, y D.
Sin embargo, numerosas investigaciones habían mostrado resultados contradictorios sobre el papel de las vitaminas en relación con el riesgo de la diabetes y sus complicaciones. La mayoría de estas investigaciones realizadas investigaban el efecto de una vitamina individual sin tomar en cuenta el estado de las otras vitaminas. Aun así, se tiene la expectativa de que la suplementación de vitaminas pudiese ser más efectiva y podría inducir un papel beneficioso sobre el proceso diabético cuando existe deficiencia.
A pesar de la actual contradicción entre la asociación de las vitaminas mencionadas y las complicaciones diabéticas, independientemente de la falta de evidencia sólida y concluyente sobre sus mecanismos de acción, los efectos discutidos de estas vitaminas parecen prometedores para prevenir y reducir la gravedad de las complicaciones diabéticas. Desde que el nivel sanguíneo óptimo de todas las vitaminas es importante para el proceso metabólico normal, es esencial alentar a los pacientes diabéticos y población de alto riesgo para tratar de alcanzar y mantener este nivel. Y hasta que se establezca evidencia más concluyente sobre el suplemento de vitaminas, el conocimiento de los pacientes diabéticos debe ser elevado hacia la importancia de consumir cantidades adecuadas de todas las vitaminas.

Tiamina:
La tiamina actúa como un cofactor esencial en el metabolismo de la glucosa, por lo tanto, esta puede modular complicaciones diabéticas controlando el estatus glucémico en pacientes diabéticos. Adicionalmente, se observa que la deficiencia de tiamina está asociada con la disfunción de células beta y la tolerancia alterada a la glucosa. Diferentes estudios indican que puede haber una participación de la tiamina en la prevención o retraso en un grado temprano de la nefropatía diabética, así como una mejora significativa en el perfil lipídico.

Vitamina B12:   
Un nivel bajo de concentración de la vitamina B12 es comúnmente encontrado en pacientes diabéticos, especialmente los que ingieren metformina o ya son de edad muy avanzada. La deficiencia de vitamina B12 ha sido asociada a dos complicaciones diabéticas; aterosclerosis y nefropatía diabética.

Ácido fólico: 
Se encontró que las bajas concentraciones plasmáticas de ácido fólico están asociadas con altas concentraciones de homocisteína plasmática. En pruebas clínicas, las concentraciones de homocisteína han sido eficazmente reducidas con una suplementación de ácido fólico que va de 4 a 6 semanas. Además, desde la actividad de la enzima endotelial NO sintasa esta podría ser elevada por folato, esta suplementación puede ser capaz de restaurar la disponibilidad de NO en endotelio, además, mejorar la función endotelial y reducir el riesgo para la aterosclerosis. van Etten et al., encontró que una dosis única de ácido fólico, ayuda a reducir el riesgo de complicaciones vasculares y mejorar la función endotelial en adultos con diabetes tipo 2, mejorando los niveles de NO (óxido nítrico).

Antioxidantes:
Tres vitaminas; ácido ascórbico, α-tocoferol y β-caroteno son muy reconocidas por sus actividades antioxidantes en humanos. La captadora de radicales libres de antioxidantes puede reducir el estrés oxidativo y por lo tanto puede proteger contra el daño oxidativo. Con base en estudios de observación entre individuos sanos, se encontró que las concentraciones de antioxidantes se correlacionaron inversamente con varios biomarcadores de la resistencia a la insulina o intolerancia a la glucosa. Los antioxidantes pueden inducir efectos benéficos sobre las complicaciones diabéticas mediante la reducción de la presión arterial, atenuar el estrés oxidativo y los biomarcadores inflamatorios, así como el mejoramiento del metabolismo lipídico y la eliminación de glucosa mediada por la insulina, a su vez la mejora de la función endotelial.
Además de su capacidad antioxidante, la vitamina C se ha propuesto para inducir efectos benéficos sobre la diabetes por otros dos mecanismos. En primer lugar; la vitamina C puede reemplazar la glucosa en muchas reacciones químicas debido a su similitud en la estructura, por lo tanto, puede impedir la glicosilación no enzimática de proteínas, por lo tanto podría reducir la hemoglobina glucosilada (HbA1c) niveles. En segundo lugar, la vitamina C ha sugerido el desempeño de un papel importante en la regulación de los lípidos como controlador del catabolismo del colesterol a ácidos biliares.

Vitamina D:
La insuficiencia de vitamina D es un hallazgo frecuente en pacientes diabéticos. Los estudios de observación mostraron que la vitamina D en suero se asoció inversamente con biomarcadores de la diabetes; secreción deteriorada de insulina, resistencia a la insulina y la intolerancia a la glucosa.
Se ha sugerido que la vitamina D puede inducir unos efectos benéficos sobre las complicaciones diabéticas por varios mecanismos. En primer lugar; que podría modular la diferenciación y el crecimiento de las células beta pancreáticas y puede proteger estas células de la apoptosis, mejorando así las células-ß funcionales y su supervivencia. Vitamina D también se ha sugerido para actuar sobre el sistema inmunitario y modular las respuestas inflamatorias al influir en la proliferación y diferenciación de las diferentes células inmunes. Por otra parte, la deficiencia de vitamina D puede contribuir a complicaciones de la diabetes mediante la inducción de hiperparatiroidismo, ya que los niveles de la hormona paratiroidea elevados se asocian con una reducción de la función de las células beta; alteración de la sensibilidad a la insulina, y la intolerancia a la glucosa. Por último, la vitamina D puede reducir el riesgo de complicaciones vasculares modulando el perfil lipídico.